# Johannes Ducheyne
Johannes Ducheyne, né le 14 novembre 1933, est un ancien joueur belge de basket-ball.